# Festival Internacional de Cine de Cannes de 2006
La 59ª edición del Festival Internacional de Cine de Cannes tuvo lugar entre el 17 y el 28 de mayo de 2006. Veinte películas de once países distintos entraron en competición por la Palma de Oro, que fue otorgada a la película El viento que agita la cebada, de Ken Loach. Presidió el jurado Wong Kar-wai, siendo la primera vez que un director chino ocupaba este puesto.

## Crónica del Festival
El 17 de mayo se abrió el Festival de Cannes 2006. La película "El código Da Vinci" fue seleccionada para abrir el evento. Esa selección provocó cierta expectación en la prensa, habida cuenta de que días anteriores miembros de la iglesia pensaban denunciar en un pleito a su director Ron Howard. Una monja acudió al Festival en señal de protesta. A pesar de toda la polémica, el realizador, el novelista Dan Brown y los intérpretes del filme (Tom Hanks, Audrey Tautou, Ian McKellen y Paul Bettany) acudieron a la cita sin percances. Los críticos acusaron a la película "de aburrida".
El día 18 de mayo se inauguró la sección oficial a concurso con el filme colectivo "París...te amo", que fue bien recibido. Ese día se vio por La Croisette a estrellas de Hollywood como Nick Nolte, Juliette Binoche, Elijah Wood, Ashley Johnson o Ethan Hawke. Horas más tarde Ken Loach presentó junto al actor Cillian Murphy su nueva película, que versaba sobre el conflicto irlandés, y que provocó reacciones desiguales: frente a críticas entusiastas se publicaron artículos tildando al filme de "panfletario".
El día 19 empezó muy pronto para el jurado, concretamente a las ocho de la mañana, hora en la que Pedro Almodóvar (recién galardonado con el Premio Príncipe de Asturias) aterrizó en La Croisette junto con las actrices Penélope Cruz, Carmen Maura, Lola Dueñas, Yohana Cobo y Blanca Portillo para presentar su última película, "Volver". La cinta fue recibida por el público presente con una gran ovación. Ese mismo día se ofreció, también en la sección oficial, la película "Fast Food Nation", cinta vendida como un alegato contra la comida basura, dirigida por Richard Linkrater, cuya recepción quedó eclipsada por la llegada de Almodóvar. 
El 20 de mayo, Marco Bellochio exhibió su nuevo trabajo fuera de competición.
El 21, Oliver Stone presentó un trailer de 20 minutos de su esperada película "World Trade Center" donde narra la historia de dos policías durante los atentados del 11 de septiembre de 2001 en Nueva York.
El día 22 de mayo, Nanni Moretti concursó con "El caimán", sátira contra la figura de Silvio Berlusconi, que recibió una tibia acogida, lejos de las expectativas generadas por el director de la película "La habitación del hijo", ganadora de la Palma de Oro en 2001. Ese mismo día, Aki Kaurismäki exhibió su nuevo trabajo y, como en el caso anterior, fue relativamente bien recibido, aunque por debajo de lo esperado. Poco después, los protagonistas de "X-Men: The Last Stand" llegaron al festival, acaparando la atención de la prensa extranjera. Finalmente, en la sección Una cierta mirada, se proyectaba "Salvador", biografía de Salvador Puig Antich, que tuvo una cálida acogida.
El martes 23 de mayo vivió la presentación de "Babel", la última película de Alejandro González Iñárritu. La cinta, en la que el director mexicano habla sobre la incomunicación existente entre las personas, está protagonizada por Cate Blanchett, Brad Pitt, Rinko Kikuchi y Gael García Bernal. El público que asistió a su proyección le dedicó una prolongada ovación.
El miércoles 24, vivió la presentación de la esperada última película de Sofia Coppola, "Marie-Antoinette". Después del éxito alcanzado con Lost in Translation en 2003, en esta nueva película, Coppola narra la vida de la joven María, desde su nacimiento en la Austria Imperial hasta convertirse en la última Reina de Francia. La película, que está basada en la historia escrita por Antonia Fraser, fue dirigida y escrita por la propia Sofia Coppola. El público que asistió al pase, la recibió con división de opiniones, aunque, en general, la película no dejó un mal sabor de boca. También ese día se presentó a concurso la película "La raison du plus faible", del actor y director belga Lucas Belvaux, que fue recibida con cierta indiferencia.
El día 25, se presentaron a concurso dos nuevas películas: la italiana "L'amico de la famiglia" y la francesa "Indigènes". La primera cinta, dirigida por el italiano Paolo Sorrentino sorprendió gratamente al público que asistió a su presentación. De esa manera, se convirtió en una de las favoritas para alzarse con la preciada Palma de Oro. La segunda película del día, "Indigènes", dirigida por el realizador Rachid Bouchareb, es un decidido homenaje a los soldados de las colonias francesas que lucharon en la Segunda Guerra Mundial, y fue muy bien recibida por el público que asistió a su presentación.

## Jurado

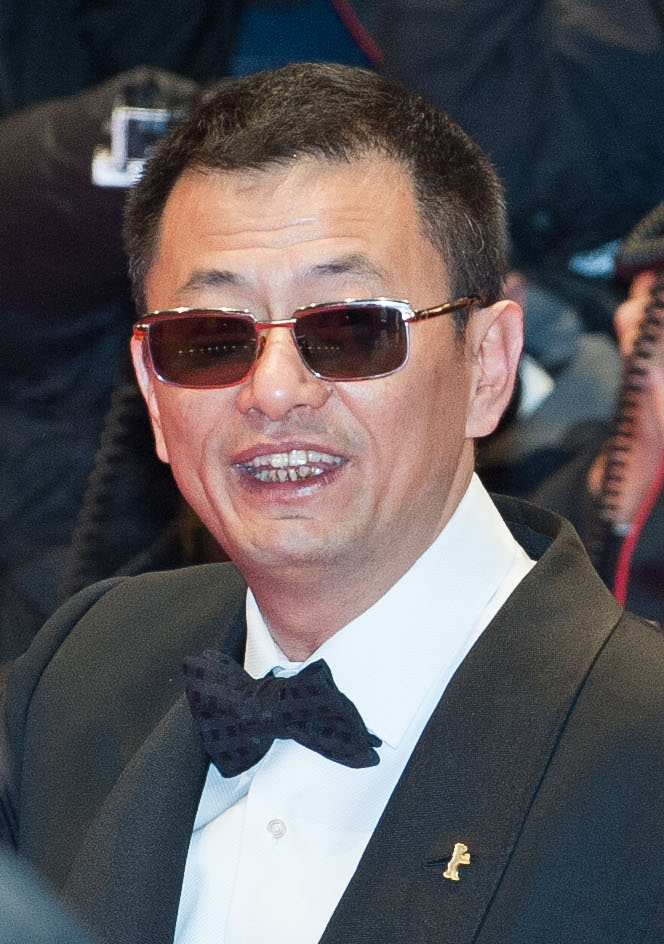
Wong Kar-wai, presidente del jurado.

Las siguientes personas fueron nombradas para formar parte del jurado de la competición principal en la edición de 2006:

### Sección oficial
- Wong Kar-Wai, director (China), presidente del jurado
- Elia Suleiman, director y guionista (Israel)
- Helena Bonham Carter, actriz (Gran Bretaña)
- Lucrecia Martel, directora (Argentina)
- Monica Bellucci, actriz (Italia)
- Patrice Leconte, director (Francia)
- Samuel L. Jackson, actor (Estados Unidos)
- Tim Roth, actor y director (Reino Unido)
- Zhang Ziyi, actriz (China)

### Un Certain Regard

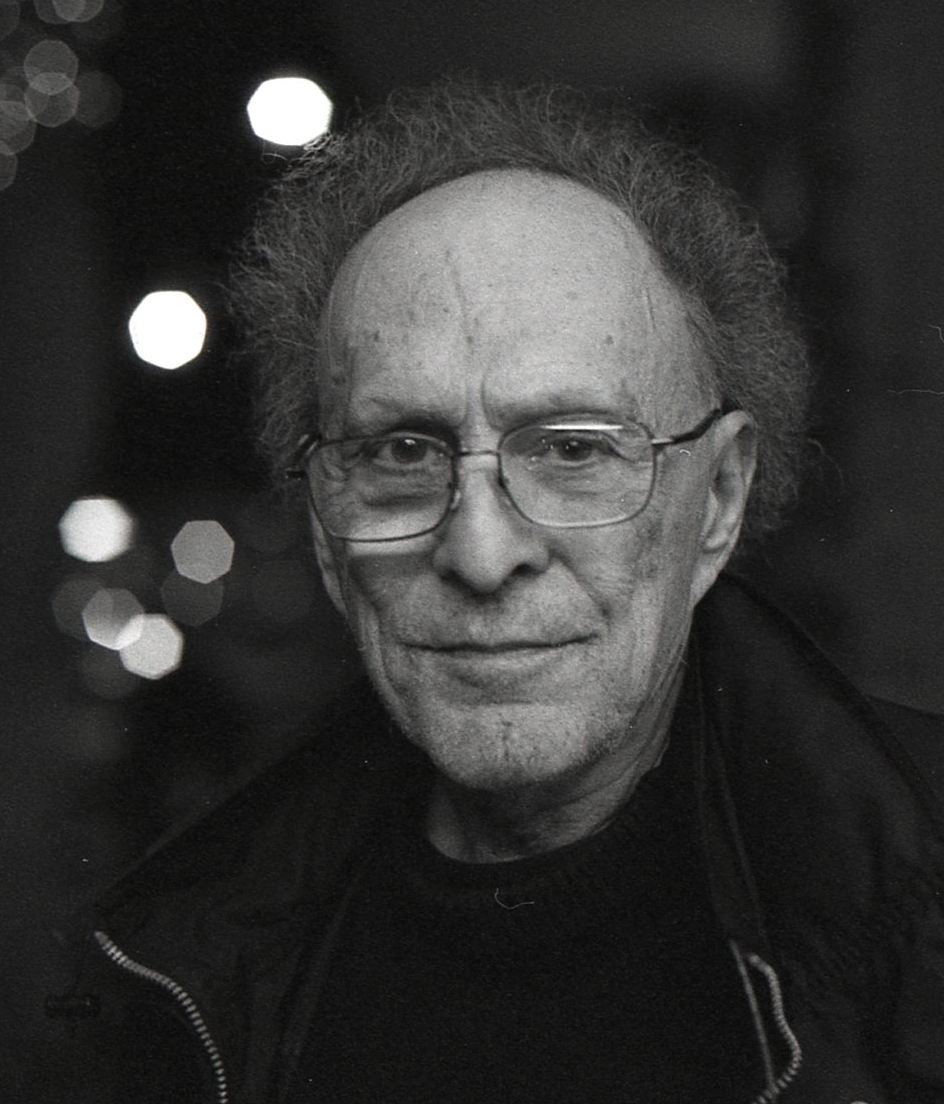
Monte Hellman, Presidente del Jurado de Un Certain Regard

Las siguientes personas fueron nombradas para formar parte del jurado de Un Certain Regard:
- Monte Hellman (director) (USA) Presidente
- Jean-Pierre Lavoignat (crítico) (Francia)
- Lars-Olav Beier (crítico) (Alemania)
- Laura Winters (crítico) (EE. UU.)
- Marjane Satrapi (autor) (Irán)
- Maurizio Cabonat (crítico) (Italia)

### Cinéfondation y cortometrajes
Las siguientes personas fueron nombradas para formar parte del jurado de Cinéfondation y la competición de cortometrajes:
- Andreï Konchalovsky, director (Rusia), presidente del jurado
- Daniel Brühl, actor (Alemania)
- Sandrine Bonnaire, actriz (Francia)
- Souleymane Cisse, director (Malí)
- Tim Burton, director (Estados Unidos)
- Zbigniew Preisner, compositor (Polonia)

### Camera d'Or
Las siguientes personas fueron nombradas para formar parte del jurado de la Cámara de Oro de 2006:
- Luc and Jean-Pierre Dardenne (directors) (Bélgica) Presidentes
- Alain Riou (critic) (Francia)
- Frédéric Maire (presidente del Festival de Locarno) (Suiza)
- Jean-Paul Salomé (director) (Francia)
- Jean-Louis Vialard (cinematographer) (Francia)
- Jean-Pierre Neyrac (technician) (Francia)
- Luiz Carlos Merten (critic) (Brasil)
- Natacha Laurent (director de la Cinemateca de Toulouse) (Francia)

## Selección oficial

### En competición – películas
Las siguientes películas compitieron por la Palma d'Or:
- Volver, de Pedro Almodóvar (España)
- Red Road, de Andrea Arnold (Reino Unido)
- La Raison Du Plus Faible, de Lucas Belvaux (Bélgica/Francia)
- Indigènes, de Rachid Bouchareb (Francia/Argelia)
- Crónica de una fuga, de Israel Adrian Caetano (Argentina)
- Iklimler, de Nuri Bilge Ceylan (Turquía/Francia)
- Marie-Antoinette, de Sofia Coppola (Estados Unidos)
- Juventude Em Marcha, de Pedro Costa (Portugal)
- El laberinto del fauno, de Guillermo del Toro (México/España/Estados Unidos)
- Flandres, de Bruno Dumont (Francia)
- Selon Charlie, de Nicole Garcia (Francia)
- Quand J'étais Chanteur, de Xavier Giannoli (Francia)
- Babel, de Alejandro González Iñárritu (México/Estados Unidos)
- Laitakaupungin Valot, de Aki Kaurismäki (Finlandia)
- Southland Tales, de Richard Kelly (Estados Unidos)
- Fast Food Nation, de Richard Linklater (Estados Unidos)
- El viento que agita la cebada, de Ken Loach (Francia/Irlanda/Reino Unido)
- Summer Palace, de Lou Ye (China)
- Il Caimano, de Nanni Moretti (Italia)
- El amigo de la familia, de Paolo Sorrentino (Italia)

### Películas fuera de concurso
Las siguientes películas fueron seleccionadas para exhibirse fuera de competición:
- El código Da Vinci, de Ron Howard (Estados Unidos) - Sesión inaugural
- Transylvania, de Tony Gatlif - Sesión de clausura
- Shortbus, de John Cameron Mitchell
- Vecinos invasores, de Karey Kirkpatrick y Tim Johnson
- X-Men: The Last Stand, de Brett Ratner
- Silk, de Chao-Pin Su
- United 93, de Paul Greengrass
- Election 2, de Johnnie To
- The House Is Burning, de Holger Ernst
- Ici Najac, A Vous La Terre, de Jean-Henri Meunier
- Boffo! Tinseltown's Bombs And Blockbusters, de Bill Couturie
- Requiem For Billy The Kid, de Anne Feinsilber
- An Inconvenient Truth, de Davis Guggenheim
- Avida, de Gustave Kervern
- These Girls, de Tahani Rached
- Volevo Solo Vivere, de Mimmo Calopresti
- Zidane, Un Portrait Du 21Ème Siècle, de Philippe Parreno
- The Court, de Abderrahmane Sissako
- Nouvelle Chance, de Anne Fontaine
- Chambre 666, de Wim Wenders
- Sketches Of Frank Gehry, de Sydney Pollack
- The Boy On A Galloping Horse, de Adam Guzinski
- Clerks II, de Kevin Smith

### Un Certain Regard
Las siguientes películas fueron seleccionadas para competir en Un Certain Regard:
- Paris, Je T'aime, de Varios Directores (Francia)
- Hamaca Paraguaya, de Paz Encina (Francia/Argentina/Holanda/Paraguay)
- Ten Canoes, de Rolf De Heer (Australia)
- Taxidermia, de György Pálfi (Hungría/Austria/Francia)
- La Tourneuse De Pages, de Denis Dercourt (Francia)
- The Unforgiven, de Jong-bin Yoon (Corea del Sur)
- Il Regista Di Matrimoni, de Marco Bellocchio (Italia/Francia)
- Bled Number One, de Rabah Ameur-Zaïmeche (Argelia/Francia)
- Murderers, de Grandperret Patrick (Francia)
- Serambi, de Garin Nugroho, Tonny Trimarsanto, Viva Westi Y Lianto Luseno (Indonesia)
- Uro, de Stefan Faldbakken (Noruega)
- Luxury Car, de Chao Wang (China/Francia)
- The Way I Spent The End Of The World, de Catalin Mitulescu (Rumanía/Francia)
- Bihisht Faqat Baroi Murdagon, de Jamshed Usmonov (Francia/Alemania/Suiza/Rusia)
- Salvador, de Manuel Huerga (España/Reino Unido)
- Suburban Mayhem, de Paul Goldman (Australia)
- The Violin, de Francisco Vargas Quevedo (México)
- Retrieval, de Slawomir Fabicki (Polonia)
- You Am I, de Kristijonas Vildziunas (Lituania/Alemania)
- A Scanner Darkly, de Richard Linklater (Estados Unidos)
- Two Thirty 7, de Murali K. Thalluri (Australia)
- La Californie, de Jacques Fieschi (Francia)
- Re-Cycle, de Oxide y Danny Pang (Hong Kong/Tailandia)
- 977 (Nine Seven Seven), de Nikolay Khomeriki (Rusia)

## Cinéfondation
Las siguientes películas fueron seleccionadas para exhibirse en la competición Cinéfondation:
- Doorman de Etienne Kallos
- Een ingewikkeld verhaal, eenvoudig verteld de Jaap van Heusden
- Elastinen parturi de Milla Nybondas
- Emile's Girlfriend (Ha'chavera shell Emile) de Nadav Lapid
- Even Kids Started Small de Yaniv Berman
- Firn de Axel Koenzen
- Ge & Zeta de Gustavo Riet
- Une goutte d'eau de Deniz Gamze Ergüven
- Graceland de Anocha Suwichakornpong
- Hunde de Matthias Huser
- Jaba de Andreas Bolm
- Justiça ao insulto de Bruno Jorge
- Mother de Siân Heder
- Mr. Schwartz, Mr. Hazen & Mr. Horlocker de Stefan Mueller
- Snow de Dustin Feneley
- Tetris de Anirban Datta
- Le virus de Ágnes Kocsis

## Cortometrajes
Los siguientes cortos compitieron para Palma de Oro al mejor cortometraje:
- Banquise (Icefloe), de Cédric Louis y Claude Barras (Suiza)
- Conte de quartier, de Florence Miailhe (Francia)
- Film noir, de Osbert Parker (Reino Unido)
- Nature's way, de Jane Shearer (Nueva Zelanda)
- O monstro (The Monster), de Eduardo Valente (Brasil)
- Ongeriewe, de Robin Kleinsmidt (Sudáfrica)
- Poyraz (Boreas), de Belma Bas (Turquía)
- Primera nieve, de Pablo Agüero (Francia/Argentina)
- Sexy thing, de Denie Pentecost (Australia)
- Sniffer, de Bobbie Peers (Noruega)

### Cannes Classics
La sección Cannes Classics destaca el cine tradicional, las películas redescubiertas, las copias restauradas y los estrenos teatrales, televisivos o DVD de grandes películas del pasado.
Tributo
- India Song de Marguerite Duras (1975)
- Sergei Eisenstein
  - Hommage A Sergei Eisensten (02:17)
  - El prado de Bezhin (Bejin lug) de Sergei Eisenstein (1936 corto)
- Alejandro Jodorowsky
  - La montaña sagrada (1973)
  - El Topo (1970)
- Carol Reed
  - A Kid for Two Farthings (1955)
  - El ídolo caído (1948)
  - Larga es la noche (1947)
  - The Way Ahead (1944)
- Seance John Ford / John Wayne (03:22)
- Norman McLaren
  - Programme McLaren (01:30)
  - Norman McLaren's Opening Speech con Arthur Lipset (1961 corto)
  - Begone Dull Care (1949 corto) con Evelyn Lambart
  - Blinkity Blank (1955 corto)
  - A Chairy Tale (1957 corto) con Claude Jutra
  - Hen Hop (1942 corto)
  - Lines horizontal (1962 corto) con Evelyn Lambart
  - Mail Early (1941 corto)
  - Le merle (1958 corto)
  - Neighbours (1952 corto)
  - Pas de deux (1968 corto)
  - La poulette grise (1947 corto)
  - Stars and Stripes (1940 corto)
  - Synchromy (1971 corto)

Documentales sobre cine
- Il était une fois...Rome ville ouverte de Marie Genin, Serge July
- John Ford / John Wayne: The Filmmaker and the Legend de Sam Pollard
- Marcello, una vita dolce de Annarosa Morri, Mario Canale

Cintas restauradas
- The 14 Amazons (Shi si nu ying hao) de Kang Cheng (1972)
- Blast of Silence de Allen Baron (1961)
- Cabiria de Giovanni Pastrone (1914)
- Estate Violenta de Valerio Zurlini (1959)
- La golfilla (La Drolesse) de Jacques Doillon (1978)
- Harvest: 3,000 Years (Mirt Sost Shi Amit) de Haile Gerima (1975)
- The Last Adventure (Les Aventuriers) de Robert Enrico (1967)
- Monte Cristo de Henri Fescourt (1929)
- Le mystère de la tour Eiffel de Julien Duvivier (1927)
- Nausicaä del Valle del Viento (Kaze no Tani no Naushika) de Hayao Miyazaki (1984)
- Octubre (Oktyabr) de Sergei Eisenstein, Grigori Aleksandrov (1927)
- Platoon de Oliver Stone (1986)
- Roma ciudad abierta de Roberto Rossellini (1945)
- Centauros del desierto de John Ford (1956)
- La Terra Trema de Luchino Visconti (1948)

## Secciones paralelas

### Semana Internacional de la Crítica
Las siguientes películas fueron seleccionadas para ser proyectadas para la 45ª Semana de la Crítica (45e Semaine de la Critique):
Largometrajes
- Drama/Mex de Gerardo Naranjo (México)
- Fresh Air de Ágnes Kocsis (Hungría)
- Komma de Martine Doyen (Francia, Belgium)
- Les amitiés maléfiques de Emmanuel Bourdieu (Francia)
- The Bothersome Man de Jens Lien (Noruega)
- Pingpong de Matthias Luthardt (Alemania)
- Sonhos de peixe de Kirill Mikhanovsky (Brasil)

Cortometrajes
- Alguma coisa assim de Esmir Filho
- Iron de Hiroyuki Nakano
- Kristall de Christoph Girardet, Matthias Müller
- Kvinna vid grammofon de Johannes Stjärne Nilsson, Ola Simonsson
- L’écluse de Olivier Ciechelski
- Newsde Ursula Ferrara
- Printed Rainbow de Gitanjali Rao

### Quincena de Realizadores
Las siguientes películas fueron exhibidas en la Quincena de Realizadores de 2006 (Quinzaine des Réalizateurs):
- 12:08 al este de Bucarest de Corneliu Porumboiu (Rumanía)
- Along the Ridge (Libero) de Kim Rossi Stuart (Italia)
- Les Anges Exterminateurs de Jean-Claude Brisseau (Francia)
- Azur & Asmar de Michel Ocelot (Francia)
- Bug de William Friedkin (EE. UU.)
- Ça brûle de Claire Simon (Francia)
- Change of Address de Emmanuel Mouret (Francia)
- Congorama de Philippe Falardeau (Canada)
- Daft Punk's Electroma de Thomas Bangalter, Guy-Manuel de Homem-Christo (Francia)
- Dans Paris de Christophe Honoré (Francia)
- Day Night Day Night de Julia Loktev (EE. UU., Francia, Alemania)
- The Hawk Is Dying de Julian Goldberger (EE. UU.)
- Honor de Cavalleria de Albert Serra (España)
- The Host de Bong Joon-ho (Corea del Sur)
- Jindabyne de Ray Lawrence (Australia)
- Lying de M. Blash (EE. UU.)
- Princesse de Anders Morgenthaler (Dinamarca)
- Summer of '04 de Stefan Krohmer (Alemania)
- Sway de Miwa Nishikawa (Japón)
- Transe de Teresa Villaverde (Italia, Francia)
- The Way I Spent the End of the World de Catalin Mitulescu (Rumanía, Francia)
- We Should Not Exist de Hervé P. Gustave (Francia)
- White Palms de Szabolcs Hajdu (Hungría)

Cortometrajes
- The Aluminum Fowl de James Clauer
- Bugcrush de Carter Smith
- By the Kiss de Yann Gonzalez
- Dans le rang de Cyprien Vial
- L'Étoile de mer de Sophie Letourneur
- Menged de Daniel Taye Workou
- Rapace de João Nicolau
- Un rat de Bosilka Simonovitch
- Sepohon Rambutan indah kepunyaanku di tanjung rambutan de Bin HajiSaari U-Wei
- Le Soleil et la mort voyagent ensemble de Frank Beauvais

## Premios

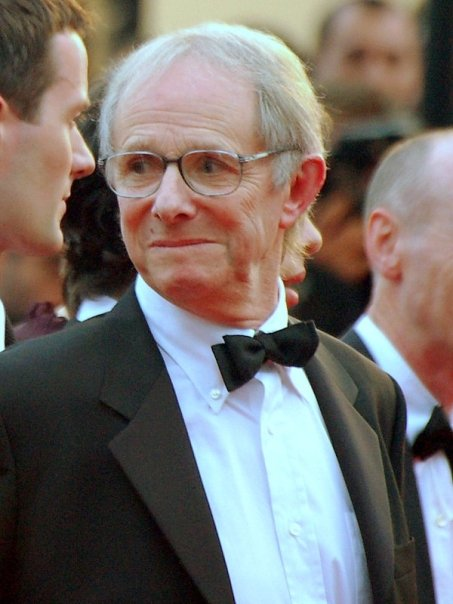
Ken Loach, ganador de la Palma de Oro

Los galardonados en les secciones oficiales de 2006 fueron:
- Palma de Oro: El viento que agita la cebada, de Ken Loach (Reino Unido)
- Gran Premio del Jurado: Flandres, de Bruno Dumont (Francia)
- Premio a la mejor dirección: Alejandro González Iñárritu, por "Babel" (México/Estados Unidos)
- Premio a la interpretación masculina: Jamel Debbouze, Samy Nacéri, Roschdy Zem, Sami Bouajila y Bernard Blancan, por Indígenas (Indigènes), de Rachid Bouchareb (Francia/Argelia)
- Premio a la interpretación femenina: Penélope Cruz, Carmen Maura, Blanca Portillo, Lola Dueñas, Yohana Cobo y Chus Lampreave, por Volver, de Pedro Almodóvar (España)
- Premio al mejor guion: Pedro Almodóvar, por Volver (España)
- Premio del Jurado: Red Road, de Andrea Arnold (Reino Unido)

Un Certain Regard
- Premio Un Certain Regard: Luxury car, de Wang Chao[16]
- Premio del jurado Un Certain Regard: Ten Canoes de Rolf de Heer
- Premio a la interpretación femenina: Dorothea Petre en The Way I Spent the End of the World (Cum mi-am petrecut sfârşitul lumii)
- Prmeio a la interpretación masculina: Don Angel Tavira en The Violin (El violin)
- Premio del President del jurado Un Certain Regard: Meurtrières de Patrick Grandperret

Cinéfondation
- Primer premio: Ge & Zeta de Gustavo Riet
- Segundo premio: Mr. Schwartz, Mr. Hazen & Mr. Horlocker de Stefan Mueller
- Tercer premio: Mother by Siân Heder & Le virus de hu

Caméra d'Or
- Caméra d'Or: A fost sau n-a fost? de Corneliu Porumboiu

Cortometrajes
- Palma de Oro al mejor cortometraje: Sniffer, de Bobbie Peers
- Premio del Jurado: Primera nieve de Pablo Agüero
- Mención especial: Conte de quartier de Florence Miailhe

### Premios independientes
Premio FIPRESCI
- Climates de Nuri Bilge Ceylan (En competición)
- Bug de William Friedkin (Quincena de realizadores)
- Paraguayan Hammock (Hamaca paraguaya) de Paz Encina (Un Certain Regard)

Premio Vulcain al mejor artista técnico
- Premio Vulcain: Stephen Mirrione por el montaje en Babel

Jurado Ecuménico
- Premio del Jurado Ecuménico: Babel de Alejandro González Iñárritu

Premio de la Juventud
- Bled Number One de Rabah Ameur-Zaïmeche

Semana Internacional de la Crítica
- Premio de la semana de la crítica: Les amitiés maléfiques de Emmanuel Bourdieu
- Prix SACD : The Bothersome Man de Jens Lien
- Prix ACID: Pingpong by Matthias Luthardt & Les amitiés maléfiques de Emmanuel Bourdieu
- Prix de la toute jeune critique : Pingpong de Matthias Luthardt
- Grand Rail d'or : Les amitiés maléfiques de Emmanuel Bourdieu

Premios de la Quincena de Realizadores
- Prix Arte y ensayo: Along the Ridge (Libero) de Kim Rossi Stuart
- Prix Regard Jeune: Day Night Day Night de Julia Loktev
- Label Europa Cinéma : 12:08 al este de Bucarest de Corneliu Porumboiu
- Prix SACD best french-language short: Dans le rang de Cyprien Vial
- Prix Gras Savoye: Un rat de Bosilka Simonovitch

Association Prix François Chalais
- François Chalais Award: Indigènes de Rachid Bouchareb[19]

## Media
- INA: List of winners of the 2006 Festival (commentary in French)